# Tízparancsolat (film, 1956)
A Tízparancsolat (eredeti cím: The Ten Commandments) Cecil B. DeMille filmrendező 1956-ban készített színes, amerikai filmje. A főszereplők Charlton Heston (Mózes) és Yul Brynner (Ramszesz). A film zenéjét Elmer Bernstein komponálta.
A filmet hét Oscar-díjra jelölték, végül csak egyet kapott meg, monumentalitása megkérdőjelezhetetlen. Hatalmas díszleteket építettek a filmhez, több ezer statiszta vett részt a forgatáson. A film az 1923-as Tízparancsolat újrafeldolgozása, melyet szintén DeMille rendezett.

## Szereposztás
| Szerep | Színész                 | Magyar hang       |
| --- | ----------------------- | ----------------- |
| Mesélő | Cecil B. DeMille (hang) | Végvári Tamás     |
| Mózes | Charlton Heston         | Szakácsi Sándor   |
| Ramszesz | Yul Brynner             | Haás Vander Péter |
| Nefretiri | Anne Baxter             | Tóth Enikő        |
| Dathan | Edward G. Robinson      | Besenczi Árpád    |
| Cippóra | Yvonne De Carlo         | Pápai Erika       |
| Lilia | Debra Paget             | Zakariás Éva      |
| Józsué | John Derek              | Selmeczi Roland   |
| Széti | Cedric Hardwicke        | Szilágyi Tibor    |
| Bithiá | Nina Foch               | Radó Denise       |
| Jókhébed | Martha Scott            | Hámori Ildikó     |
| Memnet | Judith Anderson         | Bessenyei Emma    |
| Baka | Vincent Price           | Rosta Sándor      |
| Áron | John Carradine          | Fülöp Zsigmond    |
| Mirjam | Olive Deering           | Tóth Ildikó       |
| Jannes | Douglass Dumbrille      | Borbiczki Ferenc  |
| Abiram | Frank DeKova            | Juhász György     |
| Pentaur | Henry Wilcoxon          | ?                 |
| Jethró | Eduard Franz            | Gruber Hugó       |
| Mered | Donald Curtis           | Hajdu István      |
| Hur Ben Caleb | Lawrence Dobkin         | Izsóf Vilmos      |
| Aminádáb | H.B. Warner             | ?                 |
| Eliseba | Julia Faye              | ?                 |
| Ramszesz kocsihajtója | Abbas El Boughdadly     | Faragó András     |
| Öreg vak | John Miljan             | Palóczy Frigyes   |
| Simon | Francis McDonald        | ?                 |
| I. Ramszesz | Ian Keith               | Szokolay Ottó     |
| Fővezér | Henry Brandon           | Barbinek Péter    |
| Lugal | Onslow Stevens          | Albert Péter      |
| Trójai követ | Gavin Gordon            | Harmath Imre      |
| Az Úr (tűzoszlop) | Donald Hayne (hang)     | Tolnai Miklós     |
| Öreg sártaposó | David Leonard           | Dobránszky Zoltán |
| További magyar hangok |                         |                   |
| Bácskai János, Balázsi Gyula, Barabás Kiss Zoltán, Baráth István, F. Nagy Zoltán, Faragó András, Imre István, Izsóf Vilmos, Kiss Virág, Mezei Kitty, Orosz István, Pálfi Kata, Rácz Brigitta, Roatis Andrea, Urbán Andrea, Varga Tamás, Várnagy Kati |                         |                   |